# Aeropuerto de Mysore
El Aeropuerto de Mysore (IATA: MYQ, OACI: VOMY) es un aeropuerto que sirve a la ciudad de Mysore (Mysuru), Karnataka, India. Se encuentra en el pueblo de Mandakalli, 10 kilómetros (6 mi) al sur de Mysore. Para ayudar a la industria del turismo y otras industrias de Mysore, el aeropuerto fue modernizado y reabierto en octubre de 2010. Kingfisher Airlines y SpiceJet volaron al aeropuerto sin éxito. Tres aerolíneas dan servicio a Mysore a enero de 2020.

## Historia
El aeropuerto de Mysore fue construido en 1948. Al principio aviones Dakota transportaron pasajeros entre el aeropuerto y el Aeropuerto HAL de Bangalore, pero los vuelos no fueron exitosos. Luego la empresa periodística The Hindu empezó vuelos diarios para transportar sus periódicos a la ciudad, pero no duraron mucho tiempo tampoco.
En los años 1990 la aerolínea regional Vayudoot voló a Mysore, usando aviones Dornier Do 228. El famoso escritor indio R.K. Narayan inauguró el servicio.

### Modernización
La Dirección de Aeropuertos de India comenzó a modernizar el aeropuerto de Mysore en diciembre de 2006. El trabajo costó 82 crore y terminó el 15 de mayo de 2015, pero inicialmente ninguna aerolínea tenía interés en volar al aeropuerto. Después de hablar con B.S. Yedyurappa, el jefe de gobierno de Karnataka en el momento, Kingfisher Airlines inició los primeros vuelos a Mysore el 1 de octubre de 2010, justo antes del festivo de Dasara. Los vuelos salieron de Mysore para Chennai vía Bengaluru.
En medio de sus problemas financieros, Kingfisher Airlines terminó sus vuelos a Mysore en noviembre de 2011. Las operaciones comerciales en el aeropuerto de Mysore reanudaron en enero de 2013, cuando SpiceJet empezó vuelos otra vez a Chennai vía Bengaluru. Pero la aerolínea también terminó sus vuelos, en octubre de 2014.
Alliance Air comenzó a volar a Mysore en septiembre de 2015. La aerolínea terminó sus vuelos el 17 de noviembre, después de la terminación de su acuerdo financiero con el gobierno del estado.

## Aerolíneas y destinos
A enero de 2020, tres compañías aéreas dan servicio al aeropuerto de Mysore. TruJet ha operado en Mysore desde septiembre de 2017, y Alliance Air volvió a la ciudad en junio de 2019. Ambas compañías cooperan con el gobierno de la India para realizar sus servicios, el cual ha creado un proyecto llamado Ude Desh Ka Aam Naagrik que subvenciona en parte nuevos vuelos que aumenten la conectividad regional del país.
| Aerolíneas   | Destinos           |
| ------------ | ------------------ |
| Alliance Air | Hyderabad          |
| IndiGo       | Chennai, Hyderabad |

## Estadísticas
Ver fuente y consulta Wikidata.